# Kaschmar (Verwaltungsbezirk)
Kaschmar (persisch شهرستان کاشمر) ist ein Schahrestan in der Provinz Razavi-Chorasan im Iran. Er enthält die Stadt Kaschmar, welche die Hauptstadt des Verwaltungsbezirks ist.

## Demografie
Bei der Volkszählung 2016 betrug die Einwohnerzahl des Schahrestan 168.664. Die Alphabetisierung lag bei 86 Prozent der Bevölkerung. Knapp 64 Prozent der Bevölkerung lebten in urbanen Regionen.
| Zensusjahr | Einwohnerzahl |
| ---------- | ------------- |
| 2011       | 157.149       |
| 2016       | 168.664       |